# Leucauge dorsotuberculata
Leucauge dorsotuberculata är en spindelart som beskrevs av Benoy Krishna Tikader 1982. Leucauge dorsotuberculata ingår i släktet Leucauge och familjen käkspindlar. Inga underarter finns listade i Catalogue of Life.